# Ленстер-хаус
Ленстер-хаус (ирл. Teach Laighean, англ. Leinster House) — историческое здание в Дублине, где традиционно проходят заседания парламента Ирландии.
Ленстер-хаус был построен под именем Килдэр-хаус (англ. Kildare House) в 1745—1748 как городская резиденция графов Килдэров в южной части города, в то время не считавшейся престижной, по проекту Ричарда Кассельса, выдержанном в палладианском стиле. После получения в 1766 графом Килдэром титула герцога Ленстерского дворец был переименован в Ленстер-хаус. С упразднением ирландского парламента в 1801 и переездом ирландской аристократии в Лондон резиденция была в 1815 продана Королевскому Дублинскому обществу, которое в конце XIX века пристроило два крыла для размещения в них Национального музея и Национальной галереи.
В 1922 правительство новосозданного Ирландского Свободного государства временно разместило парламент в Ленстер-хаусе, намереваясь впоследствии перенести его в Килменхэмский госпиталь. Однако в 1924 здание было выкуплено у Королевского общества, за исключением музейных площадей, и превращено в парламент на постоянной основе. Резиденцией Дойла стал бывший лекционный зал, а Сената — бальный зал. Также были выкуплены помещения соседнего Королевского колледжа наук, где разместилась резиденция премьер-министра. В 1967 и 2000 к Ленстер-хаусу были сделаны пристройки для размещения партийных фракций и кабинетов депутатов.
Перед парковым фасадом здания стоит памятник в память Артура Гриффита, Майкла Коллинза и Кевина О’Хиггинса, деятелей национально-освободительного движения, погибших в ходе Гражданской войны. Стоявший на этом месте ранее монумент принцу Альберту был в 1947 передвинут вглубь парка, а стоявший перед уличным фасадом памятник королеве Виктории снесён и впоследствии перенесён в Сидней.